# Asiola
Asiola is een vliegengeslacht uit de familie van de roofvliegen (Asilidae).

## Soorten
- A. atkinsi Daniels, 1977
- A. blasio (Walker, 1849)
- A. fasciata Daniels, 1977
- A. lemniscata Daniels, 1977